# Gauville (Somme)
Pour les articles homonymes, voir Gauville.
Gauville est une commune française située dans le département de la Somme, en région Hauts-de-France.

## Géographie

### Localisation
Gauville est un village picard du Vimeu limitrophe de la Seine-Maritime et de la Normandie.
Limitrophe d'Aumale, la localité est située à 7 km au sud de Beaucamps-le-Vieux, 36 km au sud d'Abbeville, 38 km au sud-ouest d'Amiens et à 43 km au nord-ouest de Beauvais à vol d'oiseau.
Le territoire de la commune est limitrophe de ceux de trois communes.
Les communes limitrophes sont  Aumale, Lafresguimont-Saint-Martin et Morvillers-Saint-Saturnin.

### Géologie et relief
Le sol laisse difficilement passer l'eau. Il est parsemé de silex, particulièrement denses au niveau du bois de Tous-Vents. La terre peut être utilisée à la fabrication de briques de bonne qualité.
Les étroits plateaux plus ou moins boisés qui dominent la vallée de la Bresle s'étendent à perte de vue.
La profondeur de la nappe d'eau (100 à 120 pieds) rend problématique le creusement des puits pour l'alimentation. Des citernes pourvoient en 1899 aux besoins du village, les mares étant de terribles lieux de contagion.

### Hydrographie

#### Réseau hydrographique
La commune est située dans le bassin Seine-Normandie. Elle est drainée par la Bresle,.
La Bresle est un fleuve côtier d'une longueur de 68 km, qui prend sa source dans la commune de Abancourt, à 180 mètres d'altitude, et se jette dans la Manche au Tréport, après avoir traversé 30 communes.

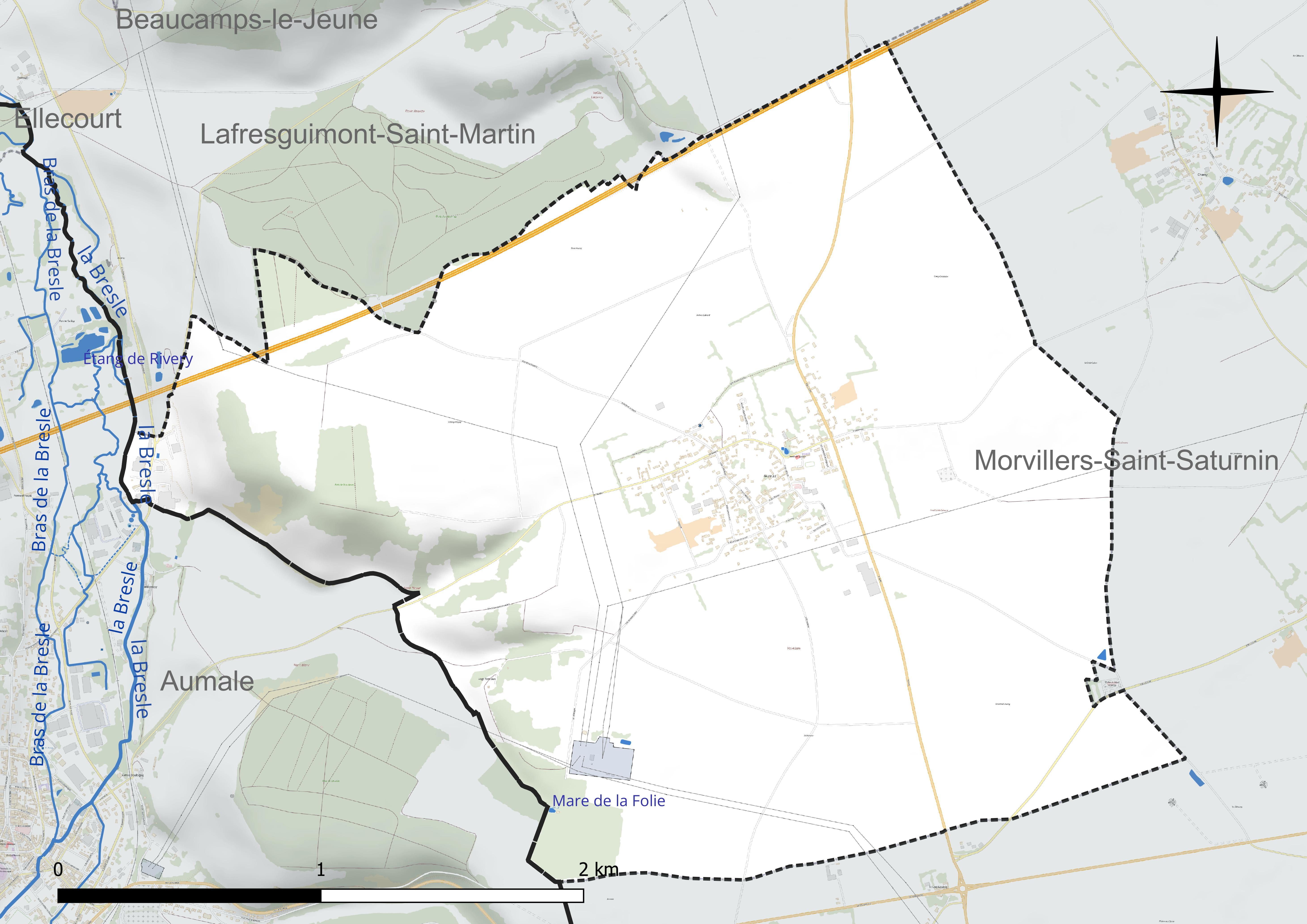
Réseau hydrographique de Gauville.

Un plan d'eau complète le réseau hydrographique : la mare de la Folie (0 ha),.

#### Gestion et qualité des eaux
Le territoire communal est couvert par le schéma d'aménagement et de gestion des eaux (SAGE) « Vallée de la Bresle ». Ce document de planification concerne un territoire de 748 km2 de superficie, délimité par le bassin versant de la Bresle. Le périmètre a été arrêté le 7 avril 2003 et le SAGE proprement dit a été approuvé le 18 août 2016. La structure porteuse de l'élaboration et de la mise en œuvre est le syndicat mixte d'aménagement, de gestion et de valorisation du bassin de la Bresle.
La qualité des cours d'eau peut être consultée sur un site dédié géré par les agences de l'eau et l'Agence française pour la biodiversité.

### Climat
Pour des articles plus généraux, voir Climat des Hauts-de-France et Climat de la Somme.
En 2010, le climat de la commune est de type climat océanique dégradé des plaines du Centre et du Nord, selon une étude du CNRS s'appuyant sur une série de données couvrant la période 1971-2000. En 2020, Météo-France publie une typologie des climats de la France métropolitaine dans laquelle la commune est exposée à un climat océanique et est dans la région climatique Côtes de la Manche orientale, caractérisée par un faible ensoleillement (1 550 h/an) ; forte humidité de l'air (plus de 20 h/jour avec humidité relative > 80 % en hiver), vents forts fréquents.
Pour la période 1971-2000, la température annuelle moyenne est de 9,8 °C, avec une amplitude thermique annuelle de 14,1 °C. Le cumul annuel moyen de précipitations est de 873 mm, avec 13,1 jours de précipitations en janvier et 8,9 jours en juillet. Pour la période 1991-2020, la température moyenne annuelle observée sur la station météorologique la plus proche, située sur la commune de Saint-Arnoult à 17 km à vol d'oiseau, est de 10,4 °C et le cumul annuel moyen de précipitations est de 797,2 mm,. Pour l'avenir, les paramètres climatiques de la commune estimés pour 2050 selon différents scénarios d'émission de gaz à effet de serre sont consultables sur un site dédié publié par Météo-France en novembre 2022.

## Urbanisme

### Typologie
Au 1er janvier 2024, Gauville est catégorisée commune rurale à habitat dispersé, selon la nouvelle grille communale de densité à sept niveaux définie par l'Insee en 2022.
Elle est située hors unité urbaine et hors attraction des villes,.

### Occupation des sols
L'occupation des sols de la commune, telle qu'elle ressort de la base de données européenne d'occupation biophysique des sols Corine Land Cover (CLC), est marquée par l'importance des territoires agricoles (85,3 % en 2018), en diminution par rapport à 1990 (88,2 %). La répartition détaillée en 2018 est la suivante : 
terres arables (69,1 %), prairies (16,2 %), forêts (7,9 %), zones urbanisées (6,9 %). L'évolution de l'occupation des sols de la commune et de ses infrastructures peut être observée sur les différentes représentations cartographiques du territoire : la carte de Cassini (XVIIIe siècle), la carte d'état-major (1820-1866) et les cartes ou photos aériennes de l'IGN pour la période actuelle (1950 à aujourd'hui).

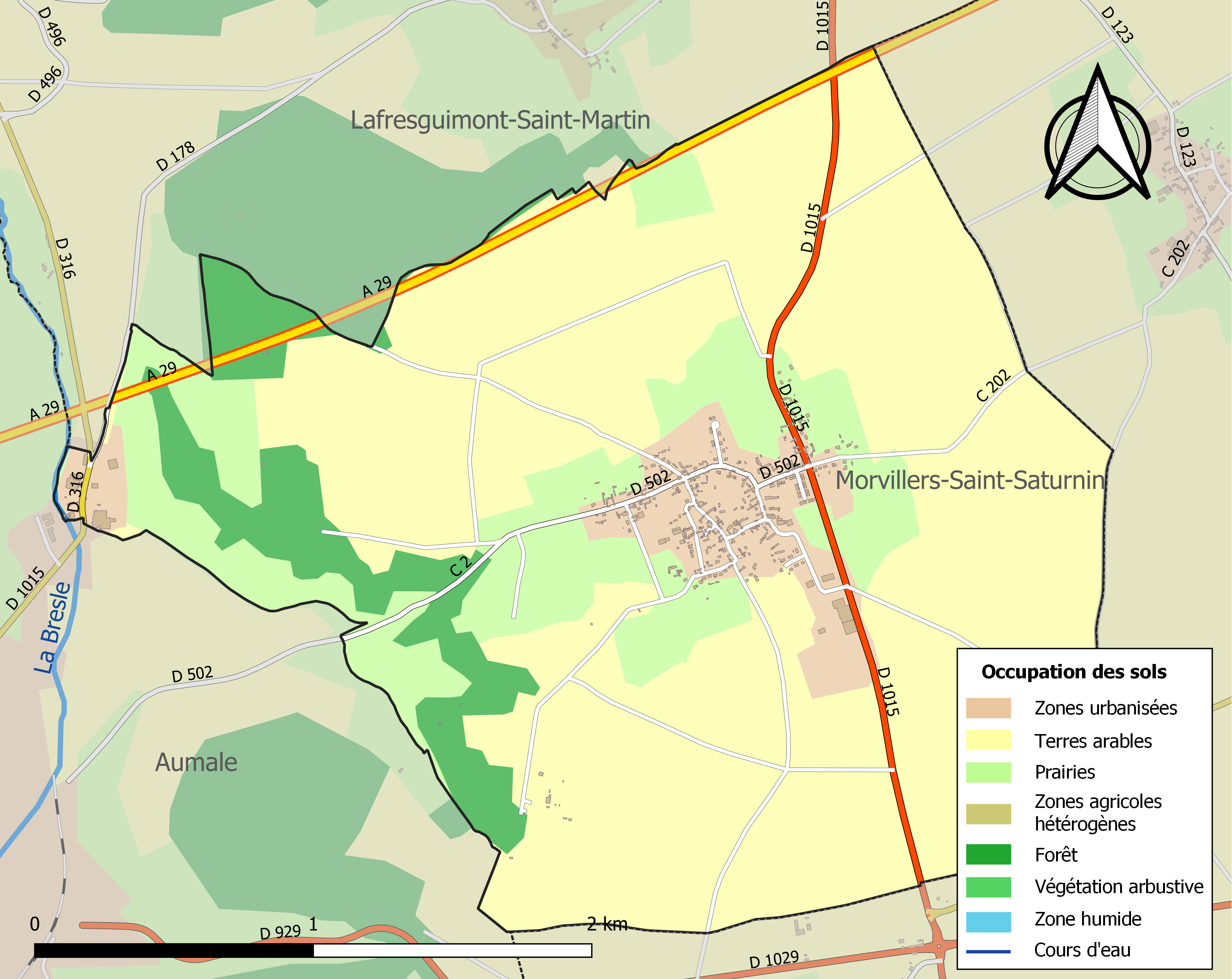
Carte des infrastructures et de l'occupation des sols de la commune en 2018 (CLC).

### Voies de communication et transports
Le transport par car est assuré au niveau de la station Les sorbiers des oiseaux, sur les lignes Trans-80 : Aumale - Poix-de-Picardie - Amiens et Hornoy-le-Bourg - Aumale.

## Toponymie
Le nom de la localité est attesté sous les formes Goovilla en 1146, Gohovilla en 1160, Gouvilla en 1162, Gohauville au début du XVIIIe siècle.
Il s'agit d'une formation toponymique médiévale en -ville au sens ancien de « domaine rural ». L'élément Gau- représente un anthroponyme comme dans la plupart des cas. Il s'agit vraisemblablement du nom de personne germanique occidental Godulf ou Godo. Homonymie avec Guehouville (Eure-et-Loir, Guoouvilla 1233) et avec certains Gouville, en revanche l'homophonie avec les autres Gauville est fortuite.

## Histoire
Attestant d'une occupation préhistorique, des armes de pierre ont été trouvées à Gauville. Elles ont alimenté un musée scolaire.
Dès le XIIe siècle, le village dispose d'une église, à côté d'un manoir complètement disparu.
La famille Bethfort descendrait d'un élément de l'armée d'Édouard III qui s'est établi un temps dans le village, à l'époque de la guerre de Cent Ans.
Sous l'ancien régime, le village faisait partie du duché de Normandie et du bailliage d'Aumale,.
En 1589, Henri IV, poursuivi par les Ligueurs d'Aumale, se réfugie sur les hauteurs de Gauville.
Pendant le règne de Louis-Philippe Ier, la construction d'une route reliant le Coq-Gaulois à la route Abbeville-Le Tréport a permis une meilleure desserte du village et par là, son développement.
Pendant la guerre franco-allemande de 1870, le village est occupé une journée par les Prussiens, après la bataille de Dury. Un jeune de la commune est fait prisonnier : il est emmené en Allemagne.
Pendant les guerres coloniales, des recrues du village ont combattu au Tonkin et en Tunisie.

## Politique et administration

### Rattachements administratifs et électoraux
La commune se trouve dans l'arrondissement d'Amiens du département de la Somme. Pour l'élection des députés, elle fait partie depuis 2012 de la quatrième circonscription de la Somme.
Elle fait partie depuis 1801 du canton de Poix-de-Picardie. Dans le cadre du redécoupage cantonal de 2014 en France, ce canton, où la commune reste intégrée, est modifié et agrandi.

### Intercommunalité
La commune était membre de la communauté de communes du Sud-Ouest Amiénois (CCSOA), créée en 2004.
Dans le cadre des dispositions de la loi portant nouvelle organisation territoriale de la République du 7 août 2015, qui prévoit que les établissements publics de coopération intercommunale (EPCI) à fiscalité propre doivent avoir un minimum de 15 000 habitants, la préfète de la Somme propose en octobre 2015 un projet de nouveau schéma départemental de coopération intercommunale (SDCI) qui prévoit la réduction de 28 à 16 du nombre des intercommunalités à fiscalité propre du département.
Ce projet prévoit la « fusion des communautés de communes du Sud-Ouest Amiénois, du Contynois et de la région d'Oisemont », le nouvel ensemble de 37 412 habitants regroupant 120 communes,. À la suite de l'avis favorable de la commission départementale de coopération intercommunale en janvier 2016, la préfecture sollicite l'avis formel des conseils municipaux et communautaires concernés en vue de la mise en œuvre de la fusion.
La communauté de communes Somme Sud-Ouest (CC2SO), dont est désormais membre la commune, est ainsi créée au 1er janvier 2017.

### Liste des maires
| Période                                  | Période                      | Identité            | Étiquette | Qualité |
| ---------------------------------------- | ---------------------------- | ------------------- | --------- | --- |
| Les données manquantes sont à compléter. |                              |                     |           | |
| 1963                                     | 2008                         | Pierre Bernard      |           | Président du SIVOM du canton (mars 1964 → mars 2001) Président du pays de Somme Sud Ouest (avril 1996 → décembre 2007) Président de la CCSOA (juin 2004 à avril 2008) |
| mars 2008                                | avril 2014                   | André Fleury        | EXG       | |
| avril 2014                               | 2020                         | Annie Louvard       |           | |
| juillet 2020                             | En cours (au 6 juillet 2020) | Patricia Premmereur |           | |

## Population et société

### Démographie
L'évolution du nombre d'habitants est connue à travers les recensements de la population effectués dans la commune depuis 1793. Pour les communes de moins de 10 000 habitants, une enquête de recensement portant sur toute la population est réalisée tous les cinq ans, les populations de référence des années intermédiaires étant quant à elles estimées par interpolation ou extrapolation. Pour la commune, le premier recensement exhaustif entrant dans le cadre du nouveau dispositif a été réalisé en 2004.

En 2022, la commune comptait 332 habitants, en évolution de −4,87 % par rapport à 2016 (Somme : −1,26 %, France hors Mayotte : +2,11 %).
| 1793 | 1800 | 1806 | 1821 | 1831 | 1836 | 1841 | 1846 | 1851 |
| ---- | ---- | ---- | ---- | ---- | ---- | ---- | ---- | ---- |
| 400  | 318  | 431  | 396  | 443  | 431  | 450  | 461  | 469  |

| 1856 | 1861 | 1866 | 1872 | 1876 | 1881 | 1886 | 1891 | 1896 |
| ---- | ---- | ---- | ---- | ---- | ---- | ---- | ---- | ---- |
| 460  | 418  | 403  | 425  | 394  | 385  | 388  | 367  | 331  |

| 1901 | 1906 | 1911 | 1921 | 1926 | 1931 | 1936 | 1946 | 1954 |
| ---- | ---- | ---- | ---- | ---- | ---- | ---- | ---- | ---- |
| 318  | 287  | 284  | 243  | 239  | 267  | 263  | 261  | 247  |

| 1962 | 1968 | 1975 | 1982 | 1990 | 1999 | 2004 | 2006 | 2009 |
| ---- | ---- | ---- | ---- | ---- | ---- | ---- | ---- | ---- |
| 262  | 284  | 290  | 301  | 310  | 397  | 416  | 407  | 391  |

| 2014 | 2019 | 2022 | - | - | - | - | - | - |
| ---- | ---- | ---- | - | - | - | - | - | - |
| 361  | 341  | 332  | - | - | - | - | - | - |

### Analyse démographique
Les archives départementales de la Somme conservent les registres paroissiaux de la commune.
L'intégralité des actes de baptême, mariage et sépulture passés entre 1668 et 1774 ont été dépouillés.
- Lors des années 1694 (été notamment), 1719 et 1742 (automne), les décès sont 3 à 7 fois plus nombreux qu'habituellement. C'est la manifestation des aléas climatiques ayant entraîné des famines généralisées telles que celle de 1694. Des personnes étrangères à la paroisse sont inhumées à Gauville après avoir été trouvées mortes de faim dans les champs.
- Comme "habituellement", les mariages sont majoritairement célébrés en janvier et février, pendant que l'activité agricole est moindre. Très peu de mariages ont lieu au printemps et en décembre, pendant le Carême ou l'Avent où les mariages sont interdits, sauf dispense. Enfin, 55% des mariages sont célébrés un mardi, 16% le samedi et 12% le lundi.
- Les noms de famille les plus répandus au XVIIIe siècle sont Le Dé (ou Ledez ou Le Dez), Dupont (ou Du Pont), Bethfort, Aubin (ou Obin) et Croizé.

### Enseignement
L'école primaire publique de Gauville compte 73 élèves pour l'année scolaire 2016-2017. Pour les vacances scolaires, elle est située en zone B, dans l'académie d'Amiens.
Depuis le 1er janvier 2017, la compétence scolaire relève de la communauté de communes.
Les classes de Gauville, du hameau de Digeon et de Lignières-Châtelain sont organisées au sein d'un regroupement pédagogique.

## Culture locale et patrimoine

### Lieux et monuments
- Église Saint-Clément-et-Saint-Léonard.
- Le larri du Berger héberge notamment des orchidées[42].

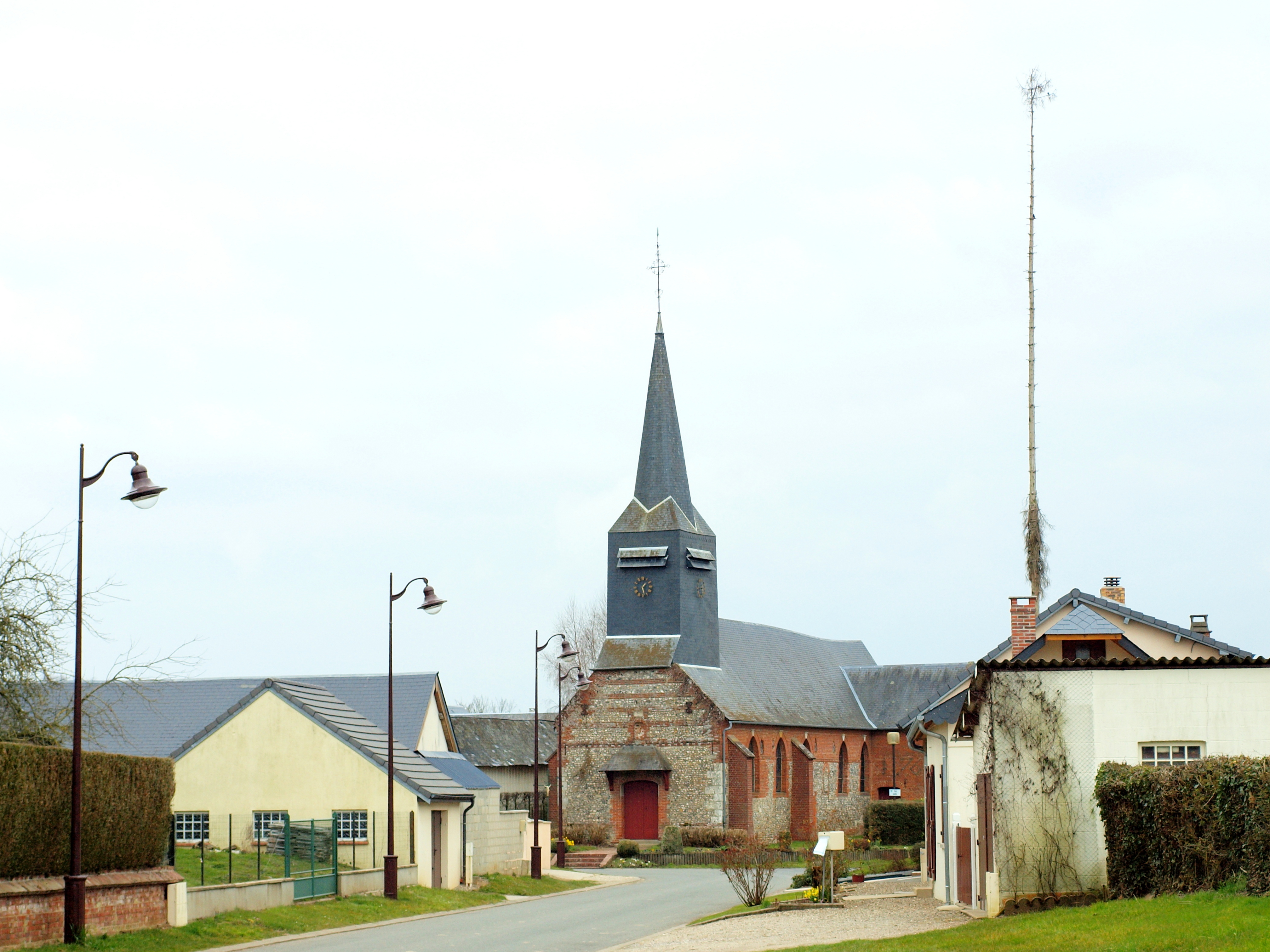
L'église avec son « arbre de mai ».
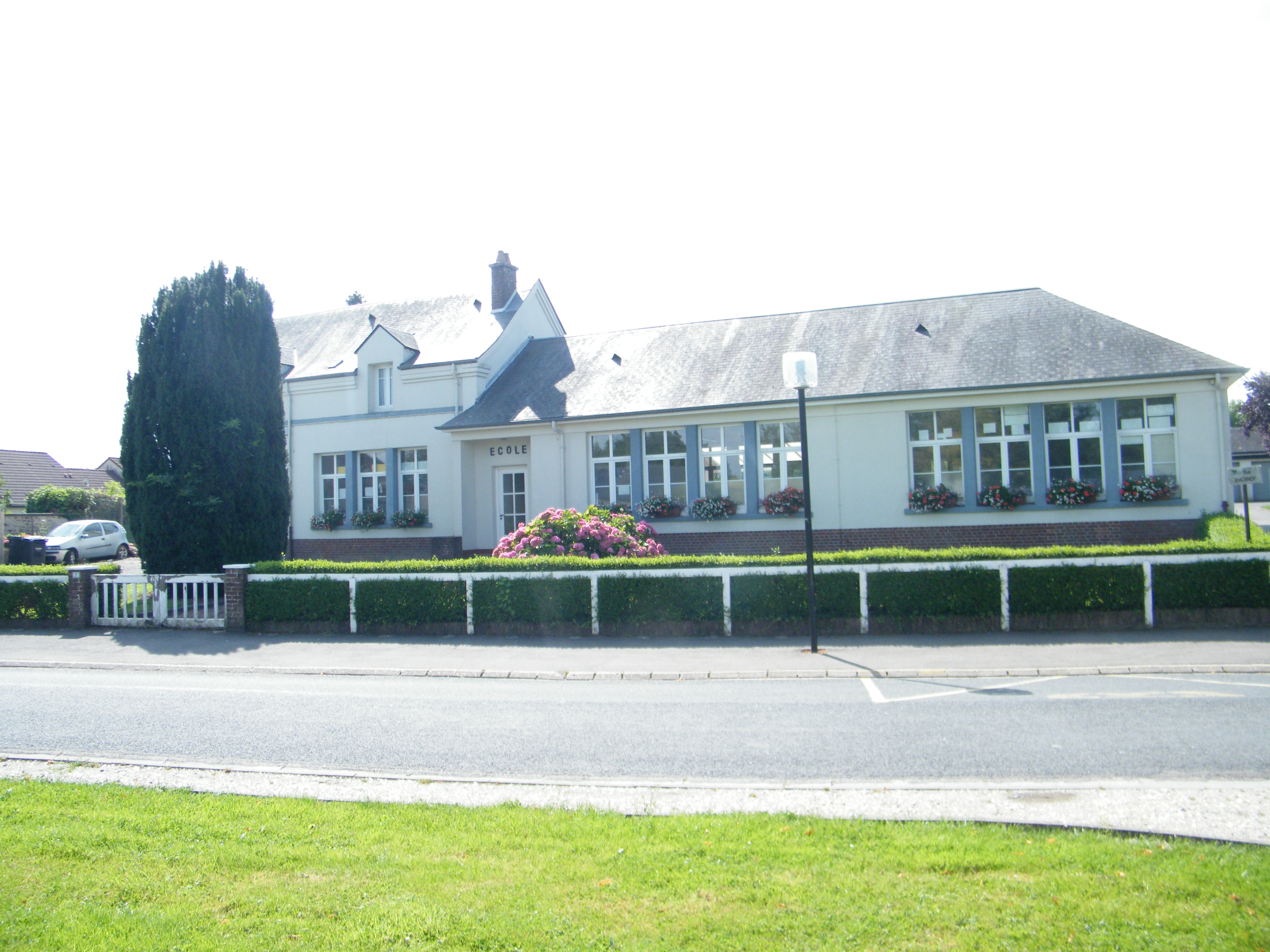
L'école.
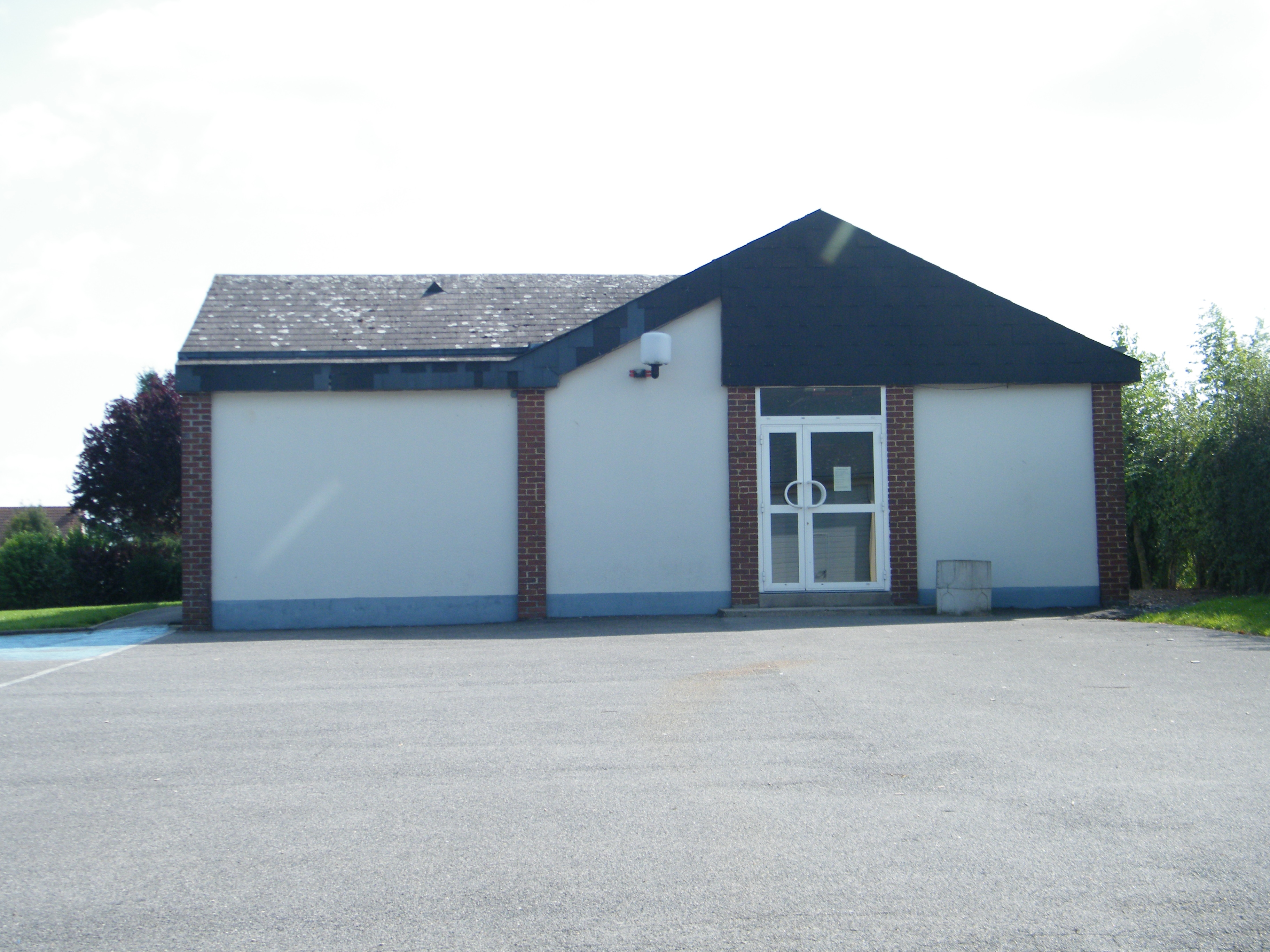
La salle communale.
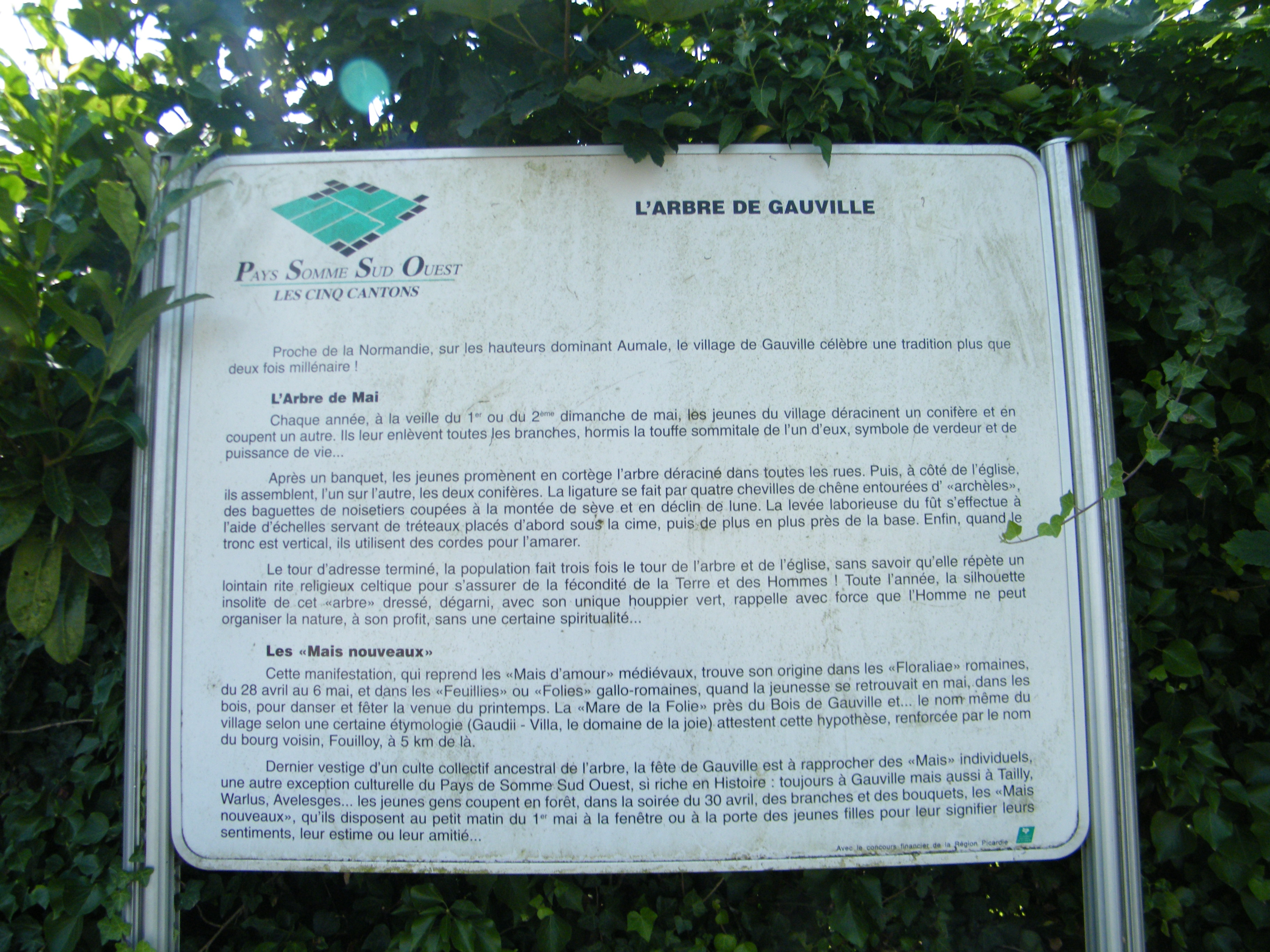
L'arbre de mai.
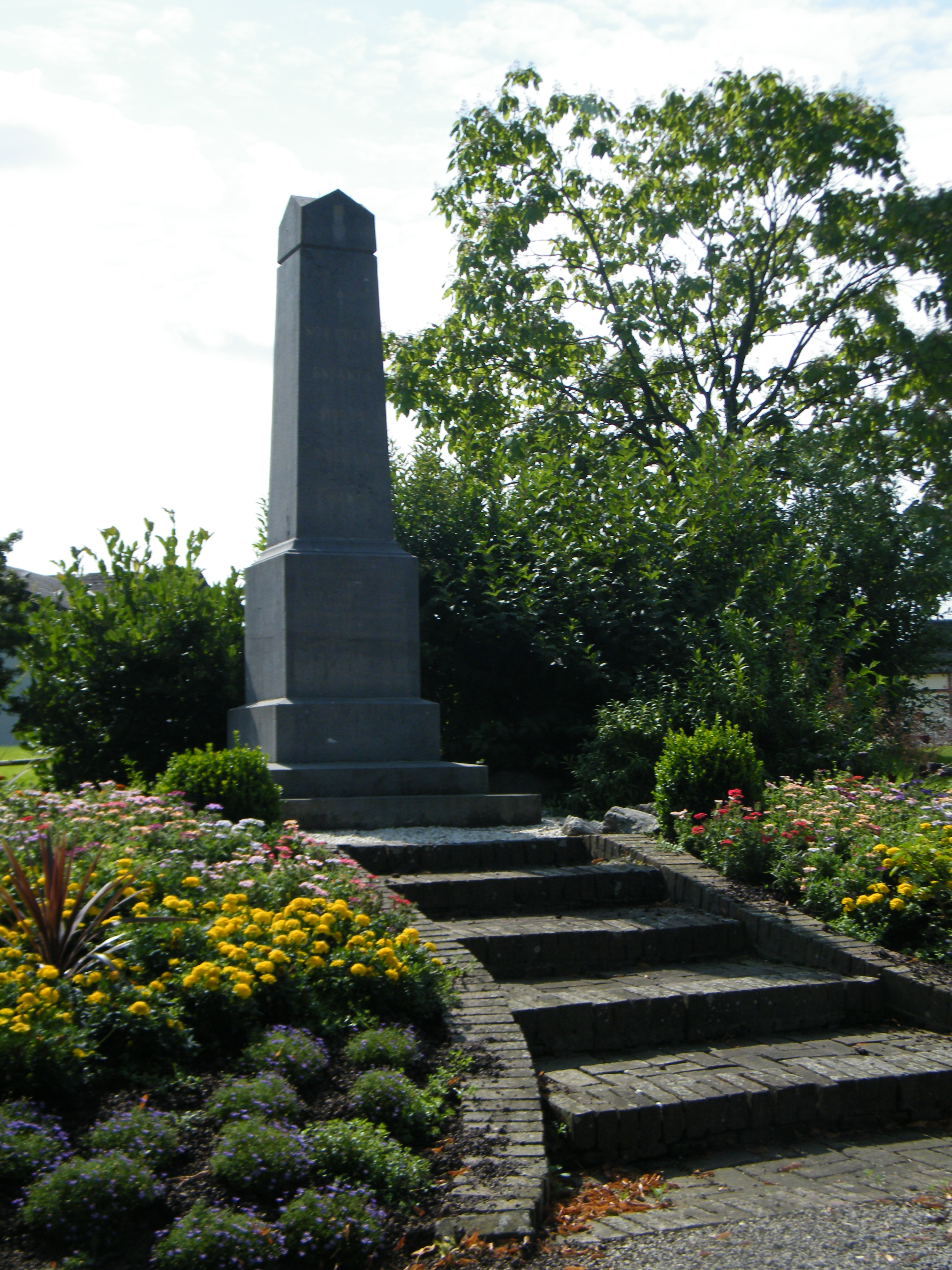
Le monument aux morts.
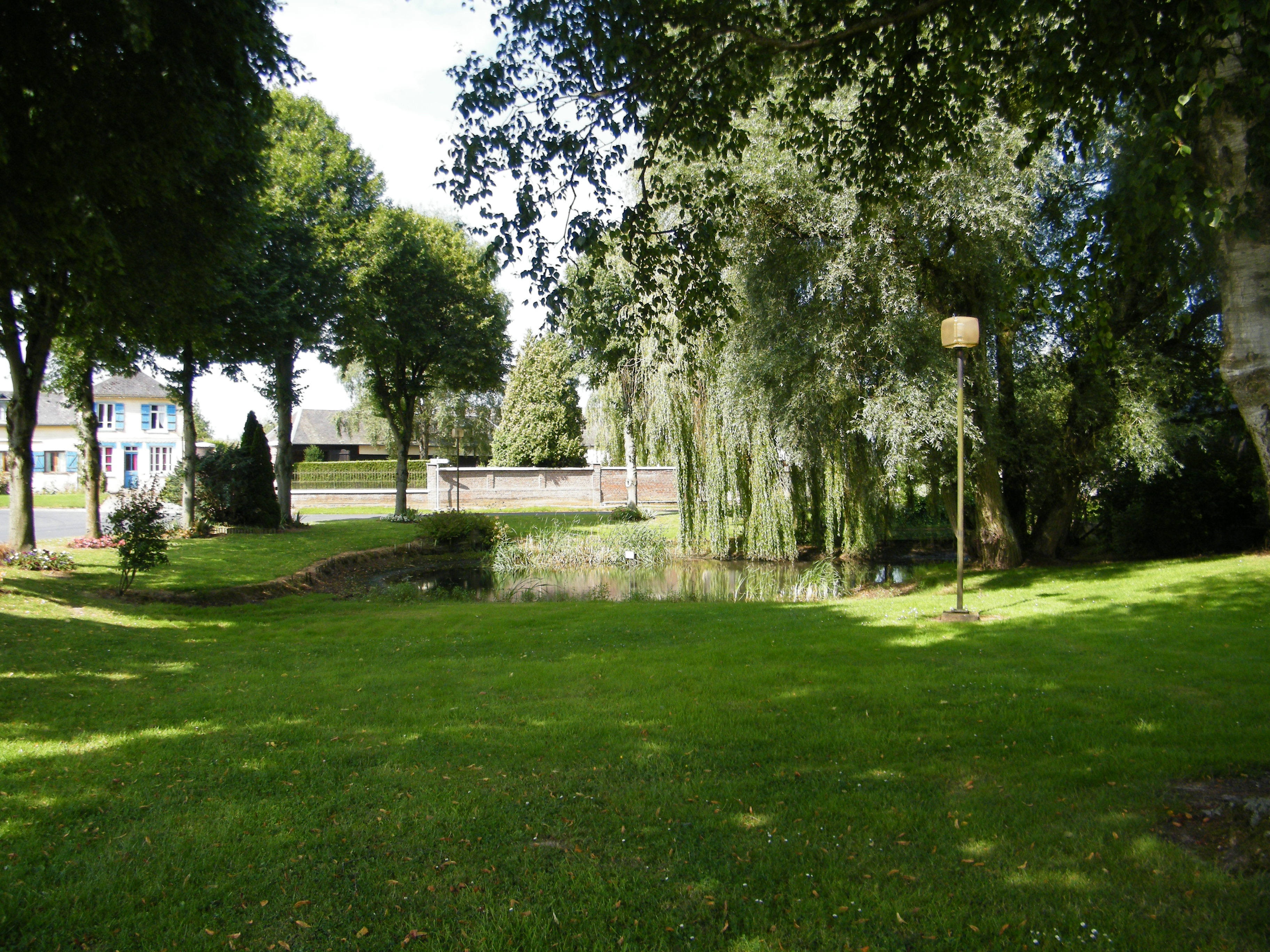
La mare communale.

### Héraldique
| Blason de Gauville | Blason  | De gueules à un rais d'escarboucle (pommeté et fleurdelysé) d'or ; au chef d'azur chargé de trois fleurs de lys d'or, celle de dextre disparaissant sous un franc-canton d'argent chargé d'un lion de sable. |
| Blason de Gauville | Détails | Le statut officiel du blason reste à déterminer. |